# Boscia minimifolia
Boscia minimifolia är en kaprisväxtart som beskrevs av Emilio Chiovenda. Boscia minimifolia ingår i släktet Boscia och familjen kaprisväxter. Inga underarter finns listade i Catalogue of Life.